# Cadulus simillimus
Cadulus simillimus är en blötdjursart som beskrevs av Watson 1879. Cadulus simillimus ingår i släktet Cadulus och familjen Gadilidae. Inga underarter finns listade i Catalogue of Life.